# Tarso (Antioquia)
Tarso est une municipalité située dans le département d'Antioquia, en Colombie.